# Läsebok för folkskolan
Läsebok för folkskolan var en läsebok som användes i den svenska folkskolan. Den utkom på Norstedts förlag 1868 och blev första icke-religiösa bok i Sverige som fick allmän spridning.

## Bakgrund
Den svenska obligatoriska folkskolan tillkom 1842. Men det rådde en kronisk brist på läroböcker. Vid det första mötet med folkskoleinspektörerna 1862, var den allmänna meningen att staten borde understödja utgivandet av en lämplig läsebok. Då historieprofessorn F. F. Carlson blev chef för ecklesiastikdepartementet 1863 delade han omedelbart ut uppgifter till ledande skolmän med syfte att skapa en läsebok. Till sist kom det praktiska redigeringsarbetet att utföras av fem personer. Störst insats gjorde Artur Hazelius, men många av dennes förslag refuserades och han gav därför ut en egen antologi: Fosterländsk läsning för barn och ungdom.

## De första upplagorna
Läseboken skulle vara en allbok i skolarbetet och avsåg att täcka alla viktiga ämnesområden utom matematiken. Den innehåller sju så kallade avdelningar och fungerade på så vis som flera läroböcker inom samma pärmar. 
Första avdelningen är Stycken af blandadt innehåll med i huvudsak skönlitterära stycken, som ofta har bearbetats och avkortats. Första stycke är dikten Guds godhet av Betty Ehrenborg-Posse. Den kom att bli kvar i alla följande upplagor. 
Andra avdelningen är Naturskildringar från fäderneslandet som inleds med Richard Dybecks folkviseliknande dikt Du gamla, du friska, du fjellhöga Nord, som senare kom att bli Sveriges nationalsång. 
Avdelning tre är Berättelser och lefvnadsbilder ur fäderneslandets historia, 
avdelning fyra Naturskildringar från främmande land och 
femte avdelningen Berättelser och lefvnadsbilder ur allmänna historien. 
Därefter kommer en avdelning med Beskrifningar af allmänna naturföreteelser, uppfinningar m.m. och 
slutligen Danska och Norska stycken.
Förutom faktainnehållet tjänade boken som underlag för träning av läskonsten och andra språkliga färdigheter. Den skulle även vara norm för moralisk, religiös, social och nationell fostran. 
Hela undervisningen kretsade kring läroboken inte bara i folkskolan utan även på seminarierna där undervisningen till stor del bestod i lära kandidaterna att använda boken i sitt yrke. Flera handledningar i lärobokens rätta bruk gavs ut.
Den första upplagan utgavs i 25 000 exemplar och inom tre år hade 75 000 exemplar utkommit. Sådana upplagor hade dittills bara religiösa skrifter som bibel, katekes och psalmbok kunnat uppvisa. 
Under de följande åren utkom nya upplagor med smärre revideringar. Från början trycktes vissa avsnitt med frakturstil, trots att ett av målet med boken var att lära ut läsning av antikva. De sista frakturavsnitten försvann i sjunde upplagan 1876.

## Större omarbetningar
1878 utkom den åttonde upplagan, som var den första med mera genomgripande revideringar. Ytterligare omfattande tillägg kom i upplagan 1890-1893, då sidantalet översteg 900. Även om texten präglades av konservatism, så fick 1899 års upplaga ett helt nytt illustrationsmaterial i urval av Carl G. Laurin. Både 1890-1893 och 1899 års upplagor fick beteckningen den nionde men den förra benämndes "omarbetade" medan den senare "å nyo omarbetade och tillökade". Ytterligare utökade upplagor, men med större delen av det ursprungliga textmaterialet bibehållet, utgavs först 1907 som tionde "fullständigt omarbetade" och 1910 som tionde "fullständigt omarbetade och reviderade" upplagan. Till sist hade man uppnått ett sidomfång på 1920 sidor uppdelat på årsklasser och bundet i volymer av varierande omfång. Men vid denna tid hade kritiken mot den traditionella läseboken blivit så omfattande att en helt ny utgåva blivit nödvändig.

## Särskild parallellupplaga till 10. upplagan, ordnad i avdelningar med var för sig enhetligt innehåll
Den så kallade parallellupplagan av Läsebok för folkskolan började utges 1911. Den var i själva verket en helt nytt läromedel, som Norstedts förlag tvingades ge ut, då deras tionde upplaga av den gamla föråldrade statliga läseboken var ett misslyckande och Bonniers utgivning av Läseböcker för Sveriges barndomsskolor med bidrag av Selma Lagerlöf, Verner von Heidenstam, Anna Maria Roos och Sven Hedin började bli en allvarlig konkurrent. Utgivningen av parallellupplagan leddes av Carl Grimberg och den blev en stor framgång. Den utkom i flera olika reviderade upplagor ända fram till 1951.